# Prærie
Prærie (fra Fransk prairie (= "eng")) er den nordamerikanske variant af steppe. Det er et vegetationsområde som strækker sig op gennem det mellemste USA og Canada fra det Caribiske Hav. Prærierne tilhører de Tempererede Græsområder, Savanner, og Buskområder, hvor de danner biomet "Tempererede græsområder". Den fattige vegetation (ganske få træer, tyndt urte- og buskdække) lider af vandmangel, som skyldes en kombinationen af et kontinentalt klima med regnlæet fra Rocky Mountains. Desuden er bjergenes forløb i grove træk nord-syd, sådan at de ikke yder nogen beskyttelse mod vinterkulden fra det indre af Canada og heller ikke mod tropiske uvejr (tornadoer) fra det Karibiske hav.
Udtrykket prærie dækker stort set det område, der også kaldes "de store sletter" i USA og Canada. I USA omfatter det størstedelen af staterne North Dakota, South Dakota, Nebraska, Kansas, Oklahoma, Texas, Colorado, Wyoming og Montana, og betydelige dele af Indiana, Illinois, Iowa, Missouri, Wisconsin og Minnesota. I Canada dækkede prærien store områder af Manitoba, Saskatchewan og Alberta. Ofte trækker man en ret vilkårlig linje langs den 100. vestlige længdegrad mellem kortgræsområderne på den høje, vestlige del og den blandede og høje græsvegetation mod øst (dvs. fra det midterste Texas til det sydlige Manitoba). Når man laver denne adskillelse, er det gængs at nøjes med at bruge ordet prærie om den frodige, østlige del. Kortgræsområderne betegner man så som steppe.

## Klima
Som et eksempel på klimaet i prærieområderne kan man vælge "Wichita Mid-Continent Airport", der ligger midt i området (37°39′N 97°26′V) i en højde af 401 m.o.h. Her ændres temperaturerne i løbet af året fra et gennemsnit for januar på -8 °C til et gennemsnit for juli på 34 °C. Gennemsnitlig 64 dage om året har man et temperaturmaksimum på 32 °C, og i gennemsnitlig 14 dage har man et maksimum på 38 °C. I gennemsnitlig 108 dage om året er minimumteperaturen under 0 °C. Som regel kommer den første frost mellem anden uge af oktober og anden uge af november, og den sidste frost får man mellem slutningen af marts og slutningen af april.
Området får 760 mm nedbør i et gennemsnitsår, og størsteparten falder i maj og juni, der sammenlagt har 21 dage med nedbør. I løbet af et typisk år kan nedbørsmængden dog svinge mellem 560 og 1020 mm. Der er gennemsnitlig 88 dage med nedbør pr. år. Snelaget er gennemsnitlig på 44 cm, men mediantallet er kun på 25 cm. Der er snevejr i gennemsnitlig 11 dage om året, og et snelag på over 2,5 cm har man gennemsnitlig 18 dage om året.

## Jordbund
Syd for de grå podzoljorde finder man de egentlige præriejorde. Disse mørke jorde er usædvanligt frodige, og det skyldes hovedsageligt, at de er dækket af græsser og ikke skov. Jordene er som regel udvasket for karbonater (stort set = kalk), men de har bevaret indholdet af vigtige næringsstoffer. Det var denne frugtbarhed, der tiltrak de europæiske bønder, som ændrede sletternes landskab. I dag er der kun spredte rester af højgræsprærien og egesavannen tilbage.
Før opdyrkningen af prærien var økosystemet i balance, sådan at frigivelse og binding af næringsstoffer var tæt forbundne processer. Planternes vækst (binding) og nedbrydning af organisk stof foregik samtidigt. Derfor var tabet af næringsstoffer meget begrænset, hvad der skabte baggrund for ophobning af organisk materiale over lang tid.
Efter opdyrkning af jorden med enårige afgrøder blev planternes vækstperioder og nedbrydningen af dødt materiale adskilt, specielt dér hvor man braklagde markerne hvert år.

### Tørke
Trods lange og tilbagevendende tørkeperioder, og selv om der af og til forekommer voldsomme skybrud, har græsområderne på prærien ikke været udsat for jorderosion. De dybtgående og sammenfiltrede rodnet hos præriegræsserne holder jorden fast og forhindrer bortskylning. Disse dybe rødder hjælper planterne til at nå ned til vandet selv umder de allermest tørre forhold. Prærien som vegetaionstype udviklede sig under ekstreme forhold og lider langt mindre skade under tørke end de landbrugsafgrøder, som har erstattet mange af de tidligere prærier.

### Brand
Brande er en vigtig forudsætning for præriernes økologi. Naturligt opståede og menneskeskabte brande var almindeligt forekommende i prærieområderne, og det holdt de urteagtige planter unge, samtidigt med at det ødelagde toppen af træer og buske. Græssende dyr som den amerikanske bison og præriehundene bidrog også til at opretholde den oprindelige prærieøkologi.
Der findes små prærieområder i det østlige Nordamerika (hvor der ellers er blandet løvskov), og det er muligt, at de blev skabt af de oprindelige amerikanere ved regelmæssig afbrænding. Det ene af dise områder ligger ved den sydøstlige bred af Erie søen i de nuværende stater Pennsylvania og New York. Det andet lå mellem Seneca søen og Cayuga søen i det nuværende New York.

## Vegetation
Fra øst stiger terrænet mod vest, og samtidig aftager nedbørsmængden. Det bevirker, at vegetationen opdeles i en serie bælter fra øst mod vest: Langgræsprærien ("tallgrass prairie"), der er domineret af Andropogonarter, ændrer sig til den blandede prærie ("mixedgrass prairie"), som efterhånden går over i kortgræsprærien ("shortgrass prairie"), domineret af Bøffelgræs og Moskitogræs. Prærieplanterne er tilpasset de hyppige brande ved, at de har underjordiske dele, som oplagrer næring. Desuden har de deres vækstpunkter anbragt i sikkerhed under jordens overflade. Jorden under prærien er en tæt måtte af sammenfiltrede rødder, jordstængler, rodknolde og løg. Planterne visner ned hvert efterår, men holder sig levende vinteren over i det underjordiske rodsystem. Prærieplanternes rødder kan være længere end de samme planters overjordiske dele. Græsarten Andropogon gerardii har rødder, der ofte når mere end 2 m ned, og Panicum virgatum kan sende sine rødder ned i 3 m dybde. De fleste prærieplanter har 2/3 af deres masse under jorden, og når dele af rodnettet dør væk, bliver det omsat, og på den måde tilføres der jorden mængder af organisk stof ned i stor dybde. Det er baggrunden for præriejordens store frugtbarhed.

### Fugtig prærie
Rigeligt med vand, dyb, lerholdig jord eller mosebund, dårlig afdræning. Asclepias incarnata og Spartina pectinata er de to mest almindelige planter på denne variant af prærien.

### Mellemfugtig prærie
Noget vand, mellemdyb silt eller sandholtigt ler, god afdræning. Denne prærietype er domineret af høje græsser som Andropogon gerardii og Sorghastrum nutans, men man finder også Silphium laciniatum og Rudbeckia pinnata. Sidst på sommeren når denne prærieforms planter ofte højder mellem 1,20 og 2 m.

### Tør prærie
Kun lidt vand, overjorden er tør og ikke særligt dyb, råjorden er sand eller kalksten. Tørre prærier på stejle skråninger kaldes ofte for ”gedeprærier”. Her er det Schizachyrium scoparium, Bouteloua curtipendula og arter af Echinacea, der dominerer.

### Egesavanne
På de steder, hvor græsområder grænsede op mod løvskov, invaderede træerne prærien. Nybyggerne kaldte disse parkagtige områder for ”egelysninger”. I dag kendes de under betegnelsen egesavanne. Egetræernes skygge skaber nucher med et mikroklima, hvor bredbladede planter kan trives i de mere kølige og jævne temperaturer og på den fugtige jord.
Det dominerende træ er for det meste Quercus velutina, men andre egearter som Quercus macrocarpa og Quercus muhlenbergii kan nogle steder være mere hyppige. Blandt græsserne er det Schizachyrium scoparium, der er dominerende.

### Et eksempel på prærievegetation
De følgende planter findes på nogle tidligere nybyggerkirkegårde i det centrale Illinois. Det er de eneste steder, hvor den oprindelige, frugtbare sortjordsprærie (= højgræsprærie) er bevaret. Bemærk, et der er mange arter af træer og buske indblandet mellem græsser og urter.
Allium canadense, Almindelig Giftsumak, Amerikansk Ceanothus, Amerikansk Celaster, Amerikansk Kaki, Amerikansk Nældetræ, Amorpha canescens, Baptisia leucophaea, Bleg Purpursolhat, Blyant-Ene, Blød Solsikke, Canadisk Gyldenris, Carolina-Rose, Coreopsis tripteris, Drejeblomst, Eryngium yuccifolium, Eupatorium altissimum, Eupatorium serotinum, Farve-Eg, Flodbred-Vin, Glansbladet Hæg, Hanespore-Hvidtjørn, Helianthus grosseserratus, Håret Solhat, Indianer-Monarda, Kalkunfod, Klatre-Vildvin, Kompasplante, Lespedeza capitata, Liatris aspera, Liatris pycnostachya, Lobelia spicata, Lyng-Asters, Lythrum alatum, Malus ioensis, Nyengelsk Asters, Orange Silkeplante, Phlox pilosa, Plantago rugelii, Polygonatum commutatum, Prærie-Hirse, Prærie-Vadegræs, Rudbeckia pinnata, Rød Morbær, Rød-Elm, Sisyrinchium albidum, Sisyrinchium campestre, Sol-Dagøje, Sorghastrum nutans, Spinkel Kambunke, Staude-Solsikke, Stipa spartea, Toårig Natlys, Verbena canadensis og Virginsk Ærenpris.

## Dyreliv
Ligesom disse græsser er typiske for prærien, så er bisonflokkene det også. Før europæerne trængte ind på prærien, blev den græsset af millioner af disse dyr, som var nær udryddelse, da de blev fredet. Dyrene er afhængige af planternes primærproduktion, men planterne er også afhængige af de balancer, der er opstået dyrearterne imellem. Derfor er prærien også dyrenes prærie.

### Fugle
- Prærieugle
- Dobbeltbekkasin
- Langnæbbet Spove
- Blå Kærhøg
- Præriehøne
- Prærietrane

### Padder og krybdyr
- Prærietudse
- Hosebåndsnog

### Insekter
- Humlebi
- Ådselsbille
- Græshoppe
- Monark (sommerfugl)
- Løbebille

### Pattedyr
- Grævling
- Sortfodet Ilder
- Markmus
- Præriehund
- Ræv
- Richardsons Jordegern
- Hvidhalet Hare
- Amerikansk Bison (fra oprindeligt ca. 60 mio. til i dag ca. 250.000)
- Gaffelbuk
- Prærieulv
- Wapiti-Hjort

## Kultur
Historisk set var prærierne hjemsted for bisonflokkene og for de oprindelige amerikaneres præriekulturer. Folk af meget forskellig sproglig og geografisk oprindelse var flyttet ud på prærien i takt med, at de fik kendskab til brugen af hesten. Det var folk som Sortfod, Crow, Sioux, Arapaho, Comanche og flere andre. I den østlige udkant af prærieområdet levede der folkeslag, som oprettede delvist faste bopladser. Det var Arikara-, Mandan-, Pawnee- og Wichitafolkene.

### Kontakt med europæerne
Den spanske conquistador Francisco Vásquez de Coronado blev den første europæer, der nåede frem til prærieområderne. Det skete, da han trængte frem til det, der i dag er staterne Texas, Kansas og Nebraska i 1540-1542. På samme tid foretog Hernando de Soto et togt mod nordvest ind i nutidens Oklahoma og Texas. Hans rute kendes i dag som de Soto-sporet. Spanierne troede, at de store sletteområder var det sted, hvor man skulle finde det sagnomspundne Quivira, som skulle være rigt på guld.
I løbet af de næste hundrede år sendte pelshandlen tusinder af europæere ud på prærien, hvor de trængte frem som pelsdyrjægere i det meste af området, udsendt af Frankrig, Spanien, England, Rusland og det nyoprettede USA. Da Usa købte Louisiana af Spanien i 1803, og som følge af Lewis og Clarks ekspedition i 1804, blev prærien lettere tilgængelig. En vigtig pelshandelsstation blev oprettet ved Fort Lisa ved Missouri-floden i det nuværende Nebraska, og den og flere tilsvarende åbnede døren for europæernes frentrængen mod vest.

### Tidlige bebyggelser på prærien
- Cabannes Trading Post
- Fort Lisa
- Fort Manuel
- Fontenelles Post

### Nybyggerne på prærien
Nybyggernes livsform førte til, at bisonen blev næsten udryddet, og dermed fjernede man grundlaget for de oprindelige folks liv. De blev i stedet anbragt i Indianerreservater i løbet af 1870'erne. En stor del af prærien blev til åbent, folketomt land, hvor enhver i teorien havde ret til at søge græsning for sin kvægflok. Om foråret og om efteråret blev dyrene drevet sammen, de nye kalve blev brændemærket, og voksne kreaturer blev udtaget til slagtning. Kvægbruget begyndte i Texas og bredte sig lidt efter lidt mod nord. Kvæg fra Texas blev drevet nordpå til jernbaneknudepunkter i Dodge City, Kansas og Ogallala i Nebraska. Derfra blev dyrene kørt østpå. Mange udenlandske – særligt engelske – investorer finansierede de store ranches i slutningen af det 19. århundrede. Overudnyttelse af græsningsmulighederne og en særligt kold vinter i 1886 førte til en katastrofe, hvor mange dyr sultede og frøs ihjel. Fra da af gik kvægavlerne over til at dyrke deres eget vinterfoder, så de kunne overvintre dyrene hjemme.
I dag danner prærierne et kæmpestort landbrugsområde, der især dyrkes med hvede og majs, men hvor der også avles kvæg i stor stil.

## Tempererede græsområder, savanner og buskområder i Nordamerika
| Tempererede græsområder, savanner og buskområder  | Tempererede græsområder, savanner og buskområder |
| ------------------------------------------------- | ------------------------------------------------ |
| Central Valleys græsområder i Californien         | USA                                              |
| Poppelskove og savanner i Canada                  | Canada                                           |
| Centrale og sydlige, blandede græsområder         | USA                                              |
| Centrale overgangszone mellem skov og græsområder | USA                                              |
| Centrale højgræsområder                           | USA                                              |
| Edwards Plateau savanne                           | USA                                              |
| Flint Hills højgræsområder                        | USA                                              |
| Montana valley og forbjergenes græsområder        | USA                                              |
| Sandhills blandede græsområder i Nebraska         | USA                                              |
| Nordlige blandede græsområder                     | Canada, USA                                      |
| Nordlige kortgræsområder                          | Canada, USA                                      |
| Nordlige højgræsområder                           | Canada, USA                                      |
| Palouse græsområder                               | USA                                              |
| Texas sortjordsprærie                             | USA                                              |
| Vestlige kortgræsområder                          | Canada, USA                                      |

## Eksterne links
- WWF:Northern prairie
- Præriebibliografi Arkiveret 23. juni 2007 hos  Wayback Machine
- Prærie i grove træk
- Præriejord
- Wisconsin prærie Arkiveret 4. juli 2007 hos  Wayback Machine
- Jorden under prærien Arkiveret 27. september 2007 hos  Wayback Machine
- Sortjord-præriens planter Arkiveret 2. maj 2007 hos  Wayback Machine
- Præriens økosystem